# ديردري كارترايت
ديردري كارترايت (بالإنجليزية: Deirdre Cartwright)‏ هي عازفة قيثارة بريطانية، ولدت في 26 يوليو 1958 في لندن في المملكة المتحدة.

## وصلات خارجية
- ديردري كارترايت على موقع ميوزك برينز (الإنجليزية)
- ديردري كارترايت على موقع ديسكوغز (الإنجليزية)